# Касуга
Касуга (јап. 春日市) град је у Јапану у префектури Фукуока. Према попису становништва из 2005. у граду је живело 108.402 становника.

## Становништво
Према подацима са пописа, у граду је 2005. године живело 108.402 становника.
| 1995.  | 2000.   | 2005.   |
| ------ | ------- | ------- |
| 99.165 | 105.219 | 108.402 |